# Pammicrophallus pictus
Pammicrophallus pictus är en mångfotingart som beskrevs av Pocock 1909. Pammicrophallus pictus ingår i släktet Pammicrophallus och familjen Holistophallidae. Inga underarter finns listade i Catalogue of Life.